# Alejandrina Ávila Ortiz
Alejandrina Ávila Ortiz (27 de noviembre de 1953) es una Ficóloga mexicana, del Herbario FEZA, en la Facultad de Estudios Superiores Zaragoza de la UNAM. Desarrolla actividades académicas y científicas en la Universidad Nacional Autónoma De México y en la Universidad Autónoma Metropolitana. 

## Algunas publicaciones
- Luz E. Mateo-Cid, A. Catalina Mendoza-González, Alejandrina Ávila Ortiz. 2013. Algas marinas bentónicas del litoral de Campeche, México. Acta Botánica Mexicana 104: 53-92 (2013)
- Alejandrina Ávila Ortiz, Luz E. Mateo-Cid, A. Catalina Mendoza-González. 2011. Morphological characterization of Padina boergesenii (Dictyotaceae, Phaeophyceae) on the mexican coast of the gulf of mexico and caribbeab sea. Polibotánica 31:1-20[3][4]
- Francisco F. Pedroche. 2005. “El género Padina (Dictyotaceae, Phaeophyceae) en la región tropical del Pacífico mexicano”.[5]
- Una variedad nueva de Padina mexicana (Dictyotaceae) para el Pacífico Tropical Mexicano. Hidrobiológica 13 (1): 69-74 2003.[6]
- Estudio taxonómico del género Padina Adanson (Dictyotaceae Phaeophyceae) en las costas del Pacífico tropical mexicano. 2001. Tesis doctoral. Facultad de Ciencias. UNAM, México 125 pp.
- Francisco F. Pedroche, Alejandrina Ávila Ortiz. 1996. Aspectos morfológicos vegetativos y reproductivos de Dermonema (Rhodophyceae: Liagoraceae) en México. Acta Botánica Mexicana 34: 63-80

- La abreviatura «Avila Ortiz» se emplea para indicar a Alejandrina Ávila Ortiz como autoridad en la descripción y clasificación científica de los vegetales.[7]